# Archäologisches Museum im Tanzhaus
Das Archäologische Museum im Tanzhaus ist ein archäologisches Museum in Donauwörth in Bayern. Schwerpunkt der Ausstellung ist die vor- und frühgeschichtliche Besiedlung Nordschwabens, insbesondere des Landkreises Donau-Ries von der Steinzeit bis in das frühe Mittelalter.

## Geschichte
Das Museum wurde 1981 im vierten Obergeschoss des historischen Kauf- und Tanzhauses aus dem 14. Jahrhundert eingerichtet.
Seit Juli 2016 ist das Museum wegen Brandschutzbedenken des Tanzhauses geschlossen. Eine Entscheidung, wie es mit dem Museum weitergeht, ist noch nicht gefallen.

## Sammlung und Angebote
Zu den ausgestellten archäologischen Fundstücken zählen u. a. ein 70.000 Jahre alter Faustkeil, Teile einer urnenfeldzeitlichen Prunkrüstung, keltische Waffen und Teile eines römischen Reisewagens.
Das Museum bietet Kindern und Schulklassen museumspädagogische Angebote zu den Themen Komm mit mir in die Steinzeit und Ausflug in die Römerzeit oder zu Geburtstagsfeiern an.